# Antoine Gallimard
Pour les articles homonymes, voir Gallimard (homonymie).
Antoine Gallimard, né le 19 avril 1947 à Paris,, est un éditeur  et un patron d'entreprise français, président des éditions Gallimard (fondées par son grand-père Gaston) et du Groupe Madrigall.

## Biographie

### Famille
Antoine Gallimard est l'un des quatre enfants de Claude Gallimard et Simone Gallimard, fils et belle-fille du fondateur des éditions Gallimard en 1911, Gaston Gallimard,. 
De son union avec Annie Walter, Antoine Gallimard a trois filles :
- Charlotte (née en 1980), nommée PDG des éditions Casterman en novembre 2012[5] ;
- Laure (née en 1983) ; directrice de la recherche et du développement de Gallimard, elle pilote Synoptico, la filiale maison de production audiovisuelle[5] ;
- Margot (née en 1988), vidéaste ; depuis janvier 2021, elle dirige la collection « L'imaginaire », fondée en 1977 par son père[5] ;

et de son union avec Juliette Leygues qu'il a épousée en 2020, il avait eue une fille Louise en 2002.

### Éditeur
Claude Gallimard succède à son père Gaston à la tête des éditions Gallimard en 1975.
En octobre 1976, Antoine Gallimard fait partie des fondateurs de la Société d'études céliniennes.
Antoine Gallimard est chargé en 1988 par son père de prendre les rênes du groupe d'édition d'où le fils aîné de la famille, Christian Gallimard, dauphin désigné, est parti en désaccord profond avec son père, en 1984,,. Malgré sa jeunesse et son relatif manque d'expérience, Antoine Gallimard (qui avait pensé devenir professeur de philosophie et que son père avait orienté de force vers la faculté de droit, à Assas), s'impose et réussit à faire sortir les éditions Gallimard du conflit familial où elles avaient failli sombrer.
En 2000, après avoir envisagé de racheter la société d'édition électronique Bibliopolis, il met brusquement fin à ce projet.
Le 5 janvier 2003, Antoine Gallimard peut annoncer que lui et ses proches – associés dans la holding Madrigall – détiennent désormais 98 % du capital de l'entreprise familiale, à la suite du rachat des parts d'actionnaires minoritaires.

En février 2011, dans un entretien accordé à Télérama, il s'explique sur l'état de la maison Gallimard, cent ans après sa création : 

« Depuis l'an 2000, nous traversons effectivement une phase heureuse. C'est une respiration. Le moteur, pour moi, c'est que Gallimard demeure une maison qui sache attirer des auteurs, les convaincre de venir, une maison qui reçoit des prix littéraires mais qui est aussi capable de s'en passer. Nous pouvons connaître de la même façon des moments difficiles, et je m'y prépare en permanence. On ne peut rien prévoir. Sauf à faire le contraire de son métier. Constater, par exemple : tiens, en ce moment, ce sont les vampires qui marchent, alors je vais commander une série à tel auteur… »

Quant à cette « envie d'écrire », il précise : « J’ai eu la chance d’arriver à la tête de Gallimard à une époque où le marché du livre était favorable. C’étaient les Trente Glorieuses de l’édition. On assistait à une progression énorme du secteur jeunesse et du poche, et on conservait encore un noyau dur de grands lecteurs. Aujourd’hui, tout cela est mis en cause. Le marché du poche s’est légèrement rétracté, la vitalité du secteur jeunesse dépend de grands succès commerciaux tels que les séries Harry Potter ou Twilight. »
Ancien président du Syndicat national de l'édition, Antoine Gallimard est président de l’Association pour le développement de la librairie de création (ADELC).

## Distinctions
Le 13 juillet 2000, Antoine Gallimard est nommé au grade de chevalier dans l'ordre national de la Légion d'honneur au titre de « président-directeur général de société ; 28 ans d'activités professionnelles » puis fait chevalier le 24 janvier 2001. Il est promu au grade d'officier le 10 avril 2009 au titre de « président-directeur général d'une société d'édition » puis fait officier le 20 janvier 2010. Il est promu au grade de commandeur le 13 juillet 2016 au titre de « président-directeur général d'un groupe d'édition ».
Le 14 mai 2004, il est directement nommé au grade d'officier dans l'ordre national du Mérite au titre de « éditeur ; 32 ans d'activités littéraires ».

## Pour approfondir